# Mistrzostwa Europy w Zapasach 1989
44. Mistrzostwa Europy w zapasach rozegrano od 5 do 7 maja w stylu klasycznym w Oulu w Finlandii a od 12 do 14 maja w stylu wolnym w Ankarze.

## Styl klasyczny

### Medaliści
| Konkurencja | Złoto               | Srebro                | Brąz                 |
| ----------- | ------------------- | --------------------- | -------------------- |
| -48 kg      | Markus Scherer      | Danieł Jankow         | Oleg Kuczerenko      |
| -52 kg      | Senad Rizvanović    | Ismo Kamesaki         | Walentin Krumow      |
| -57 kg      | Keijo Pehkonen      | Emił Iwanow           | Siergiej Bułanow     |
| -62 kg      | Ryszard Wolny       | József Szuromi        | Giennadij Atmakin    |
| -68 kg      | Attila Repka        | Mynacakan Iskandarian | Jukka Loikas         |
| -74 kg      | Petyr Tenew         | Torbjörn Kornbakk     | Jaroslav Zeman       |
| -82 kg      | Michaił Mamiaszwili | Piotr Stępień         | Olaf Koschnitzke     |
| -90 kg      | Władimir Popow      | Maik Bullmann         | Andreas Steinbach    |
| -100 kg     | Andrzej Wroński     | Ion Ieremciuc         | Wiaczesław Klimienko |
| +100 kg     | Aleksandr Karielin  | Sławomir Zrobek       | Tomas Johansson      |

### Tabela medalowa
| Lp. | Państwo        | Złoto | Srebro | Brąz |
| --- | -------------- | ----- | ------ | ---- |
| 1   | ZSRR           | 3     | 1      | 4    |
| 2   | Polska         | 2     | 2      | 0    |
| 3   | Bułgaria       | 1     | 2      | 1    |
| 4   | Finlandia      | 1     | 1      | 1    |
| 5   | Węgry          | 1     | 1      | 0    |
| 6   | RFN            | 1     | 0      | 1    |
| 7   | Jugosławia     | 1     | 0      | 0    |
| 8   | NRD            | 0     | 1      | 1    |
|     | Szwecja        | 0     | 1      | 1    |
| 10  | Rumunia        | 0     | 1      | 0    |
| 11  | Czechosłowacja | 0     | 0      | 1    |
| 11  | Francja        | 0     | 0      | 1    |

## Styl wolny

### Medaliści
| Konkurencja | Złoto             | Srebro                     | Brąz               |
| ----------- | ----------------- | -------------------------- | ------------------ |
| -48 kg      | Gnel Medschlumjan | İlyas Şükrüoğlu            | Reiner Heugabel    |
| -52 kg      | Walentin Jordanow | Mychajło Kusznir           | Arslan Seyhanlı    |
| -57 kg      | Ahmet Ak          | Kamałudin Abdułdaudow      | Jürgen Scheibe     |
| -62 kg      | Ałben Kumbarow    | Karsten Polky              | Giovanni Schillaci |
| -68 kg      | Nikołaj Kasabow   | Georg Schwabenland         | Yüksel Dinçer      |
| -74 kg      | Nasir Gadżihanow  | Walentin Żelew             | Fevzi Şeker        |
| -82 kg      | -----             | Necmi Gençalp Jozef Lohyňa | Elmadi Żabraiłow   |
| -90 kg      | Wagab Kazibiekow  | Mehmet Türkkaya            | Dimityr Markow     |
| -100 kg     | Arawat Sabejew    | Hayri Sezgin               | Stojan Nenczew     |
| +100 kg     | Asłan Chadarcew   | Ayhan Taşkın               | Kirił Barbutow     |

### Tabela medalowa
| Lp. | Państwo        | Złoto | Srebro | Brąz |
| --- | -------------- | ----- | ------ | ---- |
| 1   | ZSRR           | 5     | 2      | 1    |
| 2   | Bułgaria       | 3     | 1      | 3    |
| 3   | Turcja         | 1     | 5      | 3    |
| 4   | RFN            | 0     | 1      | 2    |
| 5   | Czechosłowacja | 0     | 1      | 0    |
|     | NRD            | 0     | 1      | 0    |
| 7   | Włochy         | 0     | 0      | 1    |